# Burgruine Schaunberg
Die Burgruine Schaunberg (auch Schaumberg, Schaumburg und Schaunburg) liegt in der Ortschaft Schaumberg der Gemeinde Hartkirchen, Bezirk Eferding in Oberösterreich. Sie war die Stammburg der Grafen von Schaunberg und Sitz der Grafschaft Schaunberg.
Die heutige Ruine der Höhenburg war die größte Burganlage Oberösterreichs. Die Ruine kann besichtigt werden, der Bergfried wurde durch eine neu eingebaute Treppe erschlossen.

## Geschichte
Name Schaunburg
Der Name leitet sich von der Aussicht ab („vom Berg schauen“). Daneben wird selbst in amtlichen Kartenwerken (wie der Österreichischen Karte 1:50.000) die Bezeichnung Schaunburg verwendet. Auch Hartkirchen nennt sich offiziell Schaunburggemeinde. Historisch belegt sind auch die Schreibweisen Schamberg und Schaumburg, die auch noch im Namen des Ortsteils Schaumberg zu finden ist, in dem die Burgruine liegt. Diese alten Schreibweisen entsprechen auch der heute noch üblichen Aussprache im Hausruckviertler Dialekt, nämlich Schamberg oder Schamburg für die Burgruine und Schamberger für die ehemalige Grafenfamilie.
Geschichte der Schaunberger
Die Schaunberger entstammten dem Geschlecht der Edlen von Julbach und waren in der weiblichen Linie mit den Grafen von Formbach-Vichtenstein verwandt. Sie hatten von Kaiser Barbarossa die Maut zu Aschach an der Donau erhalten, ein sehr einträgliches Reichslehen. Mitte des 12. Jahrhunderts ließ Heinricus de Scovenberch etwa eine Wegstunde von Aschach entfernt eine Burg errichten.
In einer Urkunde aus dem Jahr 1316 bezeichnen sich die Schaunberger als Grafen und strebten für ihre Grafschaft Schaunberg Reichsunmittelbarkeit an. Herzog Rudolf IV. ermunterte jedoch seinen Gefolgsmann Eberhard von Wallsee, sich jenseits der Donau, Burg Schaunberg gegenüber, eine Zweitburg (Burg Oberwallsee) zu bauen.

### Die Schaunberger Fehde
Im Jahr 1380 zog Reinprecht II. von Walsee im Auftrag Herzog Albrechts III. gegen Heinrich von Schaunberg. Obwohl der Schaunberger sich mit den Rosenbergern und deren Ministerialen verbündet hatte, besetzte der Wallseer in den ersten beiden Jahren der „Schaunberger Fehde“ alle ihre Donauburgen sowie ihre Stadt Eferding. Burg Schaunberg belagerte er allerdings vergeblich. Da die Rosenberger ihn nicht unterstützten, musste Heinrich sich den Habsburgern unterwerfen.
Im Jahr 1388 erhielten Wallsee und Habsburg erneut Fehdebriefe, zwei Jahre später musste Heinrich von Schaunberg dann endgültig Urfehde schwören. Doch machten die „redenden Wasserspeier“ auf dem Turm seiner Burg Neuhaus offenkundig, was er von Habsburg und Wallsee hielt.
1548 verloren die Schaunberger ihre Reichsstandschaft, 1559 starben sie aus. Schon zu Anfang des Jahrhunderts waren sie in das von ihnen erbaute Schloss Eferding gezogen. Nach ihnen residierten hier ihre Erben, die Starhemberger.

## Burganlage der Burg Schaunberg

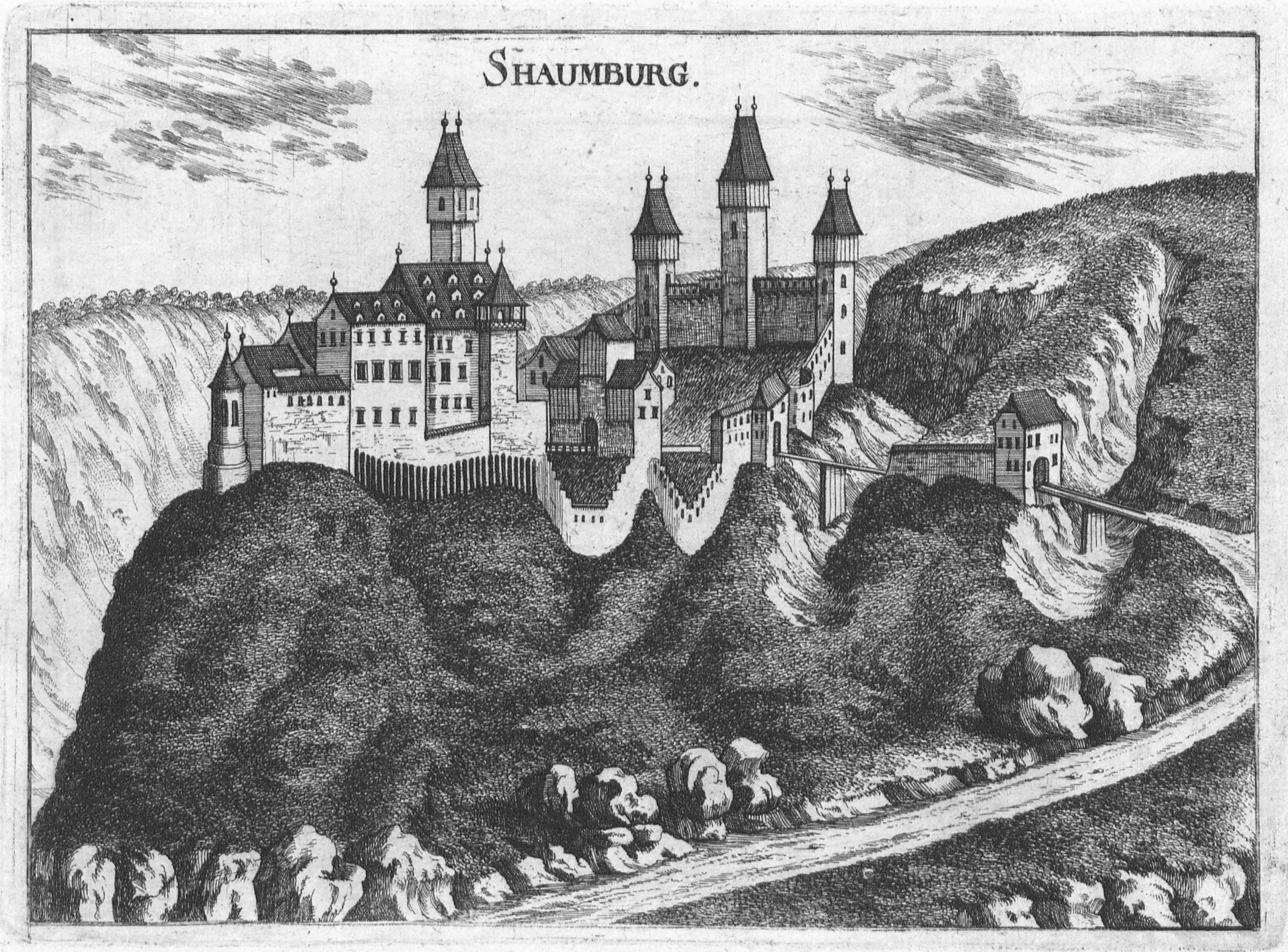
Burg Schaunburg um 1674, Stich von G.M.Vischer

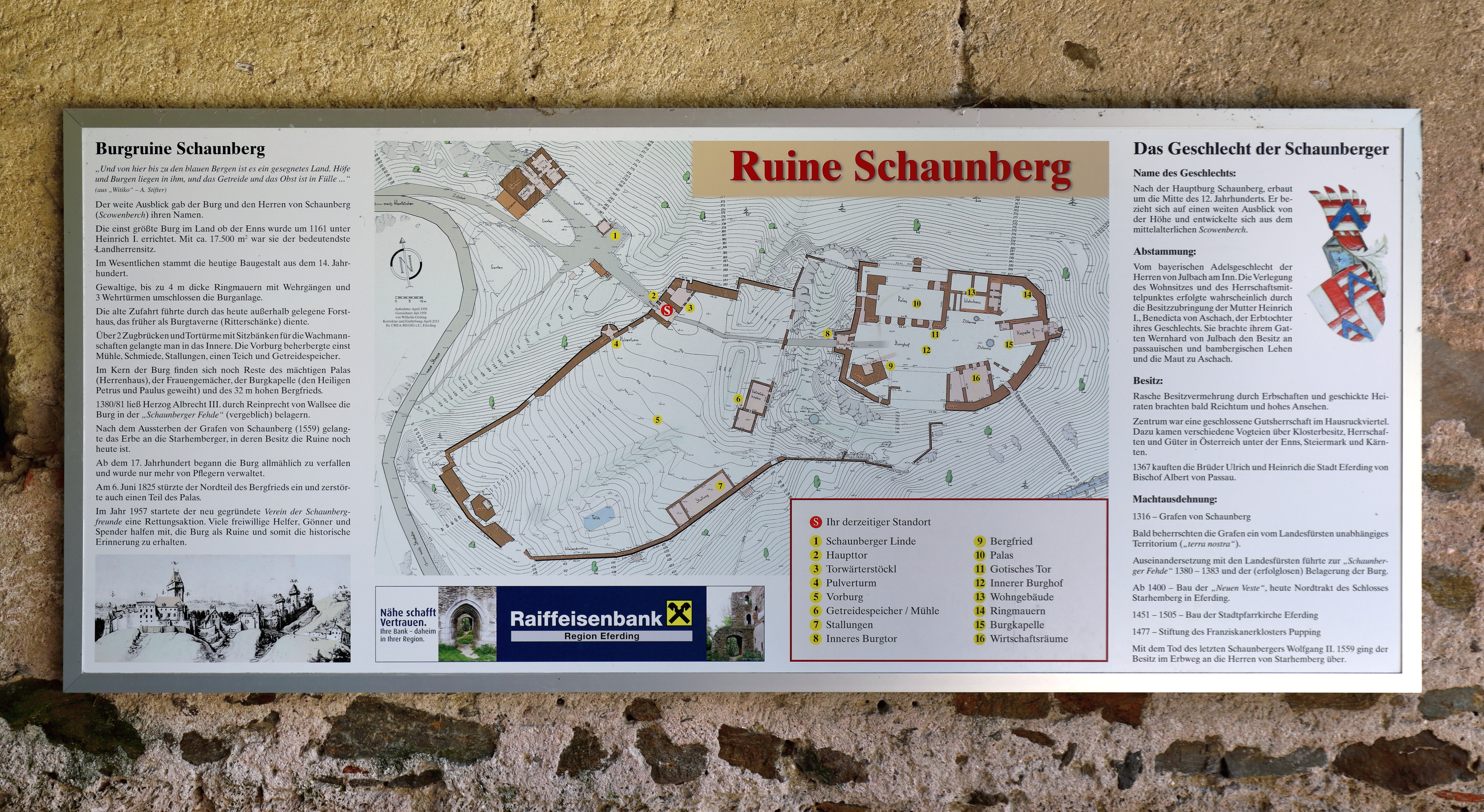
Infotafel über die Burganlage

Mit einer Fläche von 17.500 m² war sie die größte Burganlage Oberösterreichs. Der Verfall der Burg begann in der zweiten Hälfte des 17. Jahrhunderts.
Den Kern der Anlage bildet die von einer Ringmauer umgebene Hauptburg. In dieser befinden sich die Überreste des weithin sichtbaren 32 Meter hohen Bergfrieds, des repräsentativen Palas, der Burgkapelle und weiterer Nebengebäude.

### Bergfried
Der Bergfried steht frei, knapp hinter der Ringmauer der Burg. Sein Grundriss ist fünfeckig, die scharfe Kante des keilförmigen Turms zeigt in die vorgegebene Angriffsrichtung.
Man kann zwei Bauphasen unterscheiden:
- Die untersten fünf Stockwerke stammen aus der Mitte des 13. Jahrhunderts. Die Mauerstärke im untersten Geschoß beträgt 350 cm. Alle Innenräume sind quadratisch, dadurch ergibt sich auf der Keilseite eine Mauerstärke bis zu acht Metern. Ab dem ersten Obergeschoß verjüngt sich der Bergfried an den Außenseiten leicht. Die Mauerstärke ab dem fünften Stockwerk beträgt etwa 200 cm. Der Hocheingang lag an der Rückseite des Turms, ungefähr zehn Meter über dem Hofniveau.
- Im 14. Jahrhundert erhielt der Turm weitere drei Stockwerke.

Die Gesamthöhe beträgt 32 Meter, damit ist er wahrscheinlich der mächtigste Bergfried in Österreich.
Im Jahr 1825 brach der Nordteil des Bergfrieds vollständig ab, wobei der herabstürzende Schutt auch den gegenüberliegenden Palas beschädigte. Die erhaltene Hälfte des Turmes ist heute gut abgesichert und über eine Stahltreppenkonstruktion mit 189 Stufen begehbar.

### Wehranlagen
Dem Schutz der Burg dienten vier Gräben und zwei Zugbrücken mit einem äußeren und einem inneren Torbau.
Nach Westen wurde die Burg durch eine Zwingermauer um eine Vorburg erweitert. Die westliche Mauer war der verwundbarste Punkt der Befestigung und wurde deshalb auf fünf Meter Dicke ausgebaut. Die Mauer war von zwei Ecktürmen flankiert und besaß in der Mitte einen Bergfried. Während die Ecktürme vollständig eingestürzt sind, existiert von diesem zweiten Bergfried noch eine Ruine.

### Palas
Von dem Palas, einem repräsentativen Saalbau, ist unter anderem ein gotischer Torbogen erhalten.

### Fotos

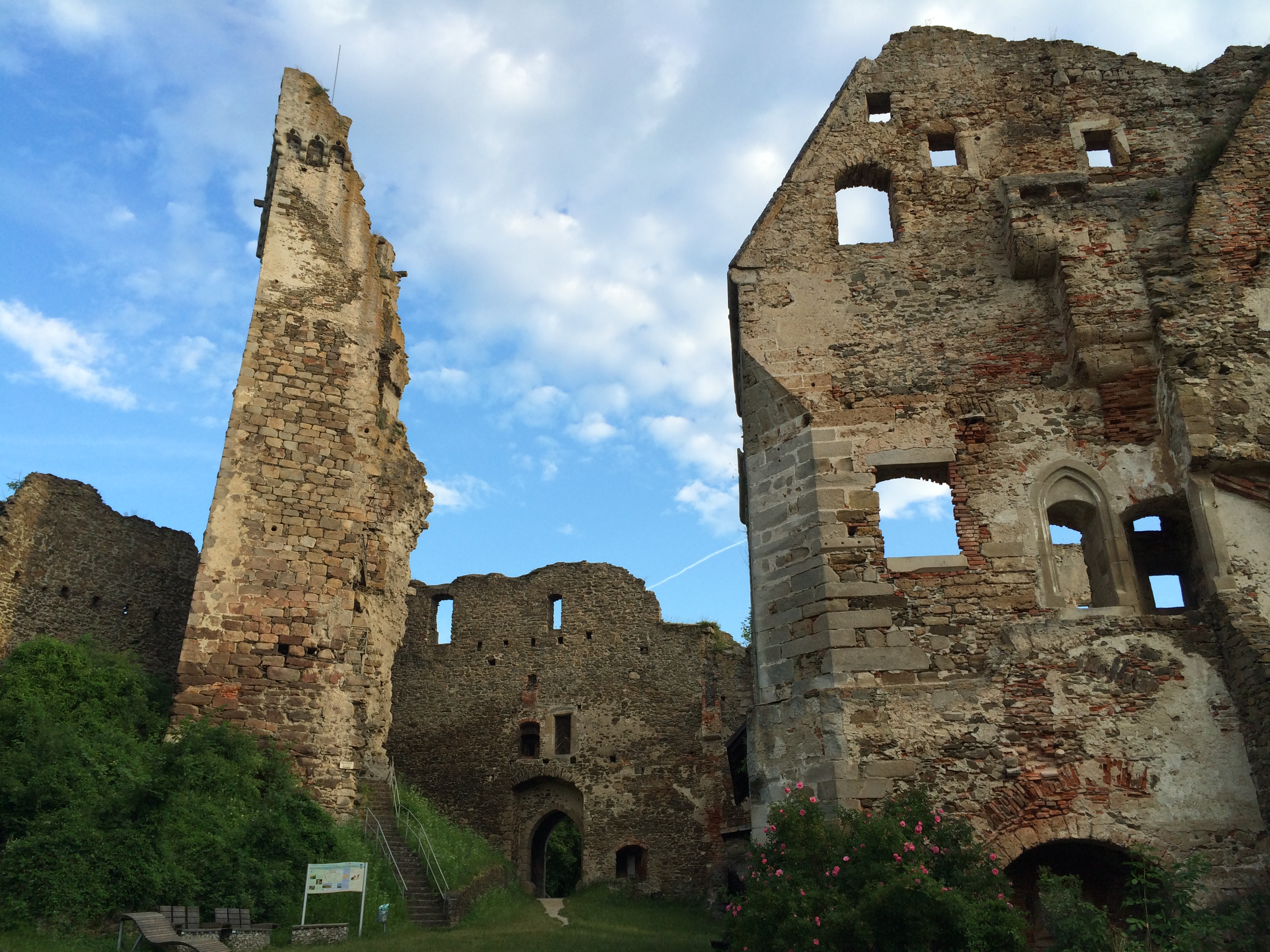
Bergfried und Palas
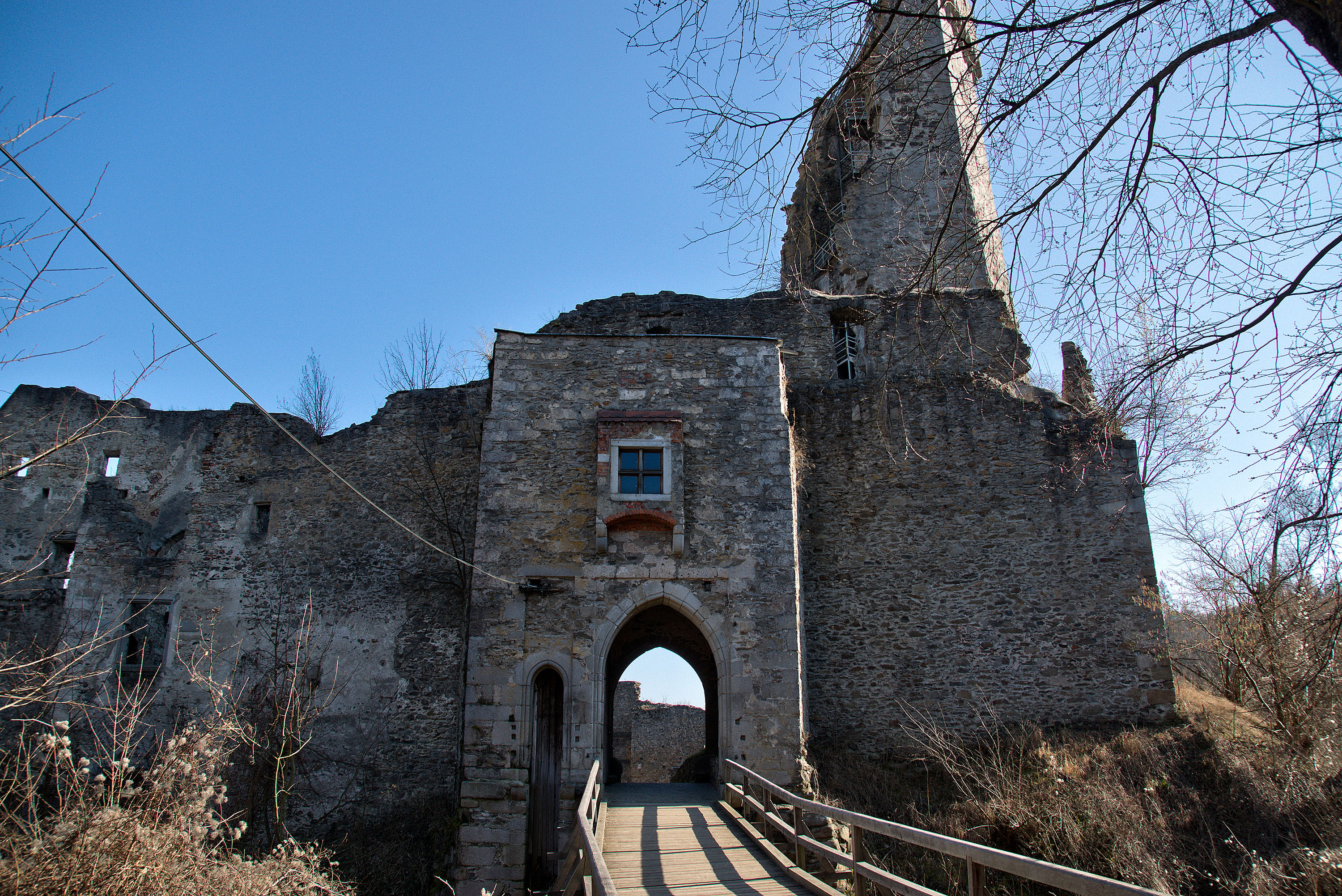
Der Zugang zur Ruine über den Burggraben
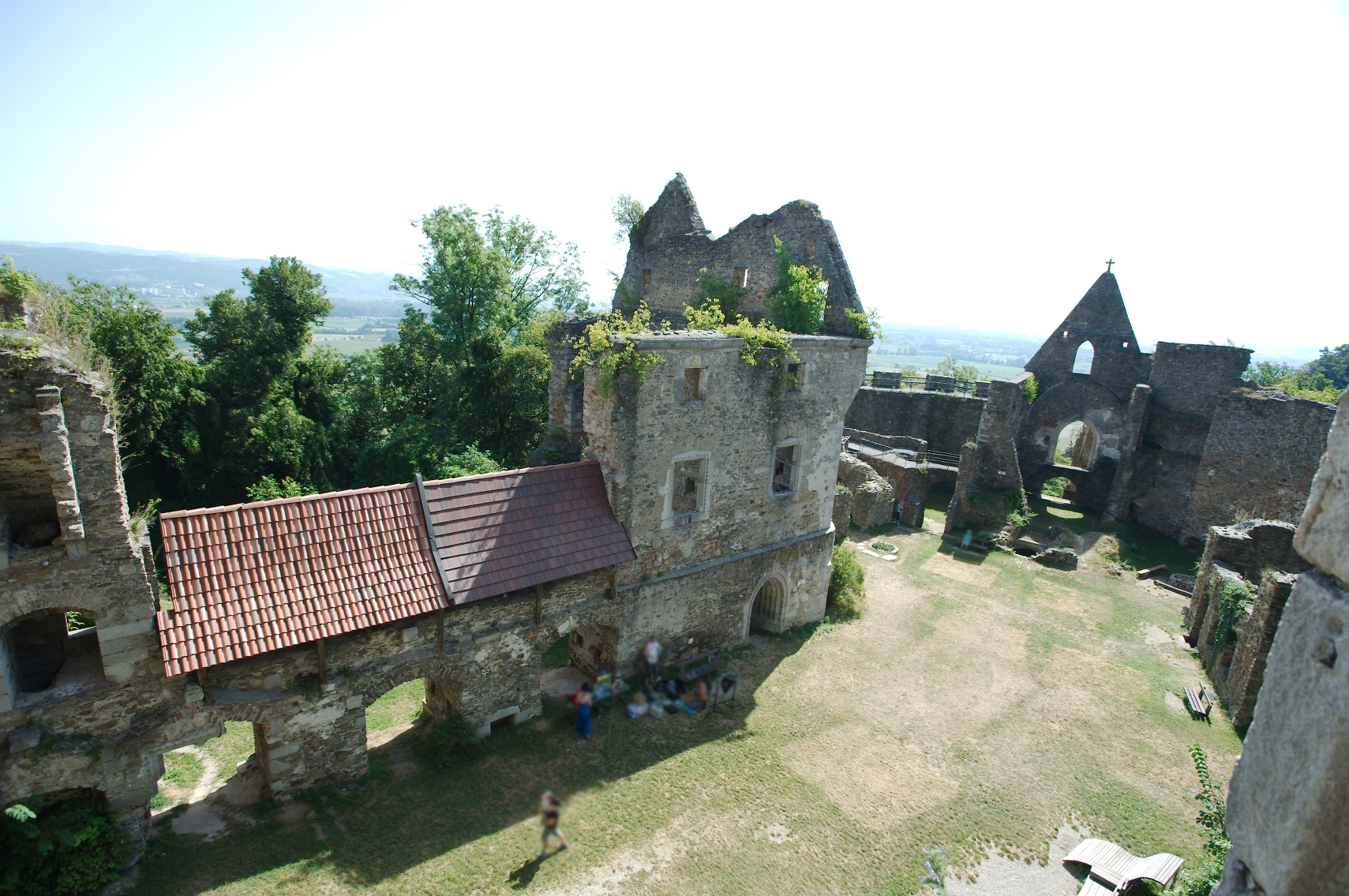
Blick vom Bergfried auf den inneren Burghof. Links der große Palas, im Hintergrund die Burgkapelle
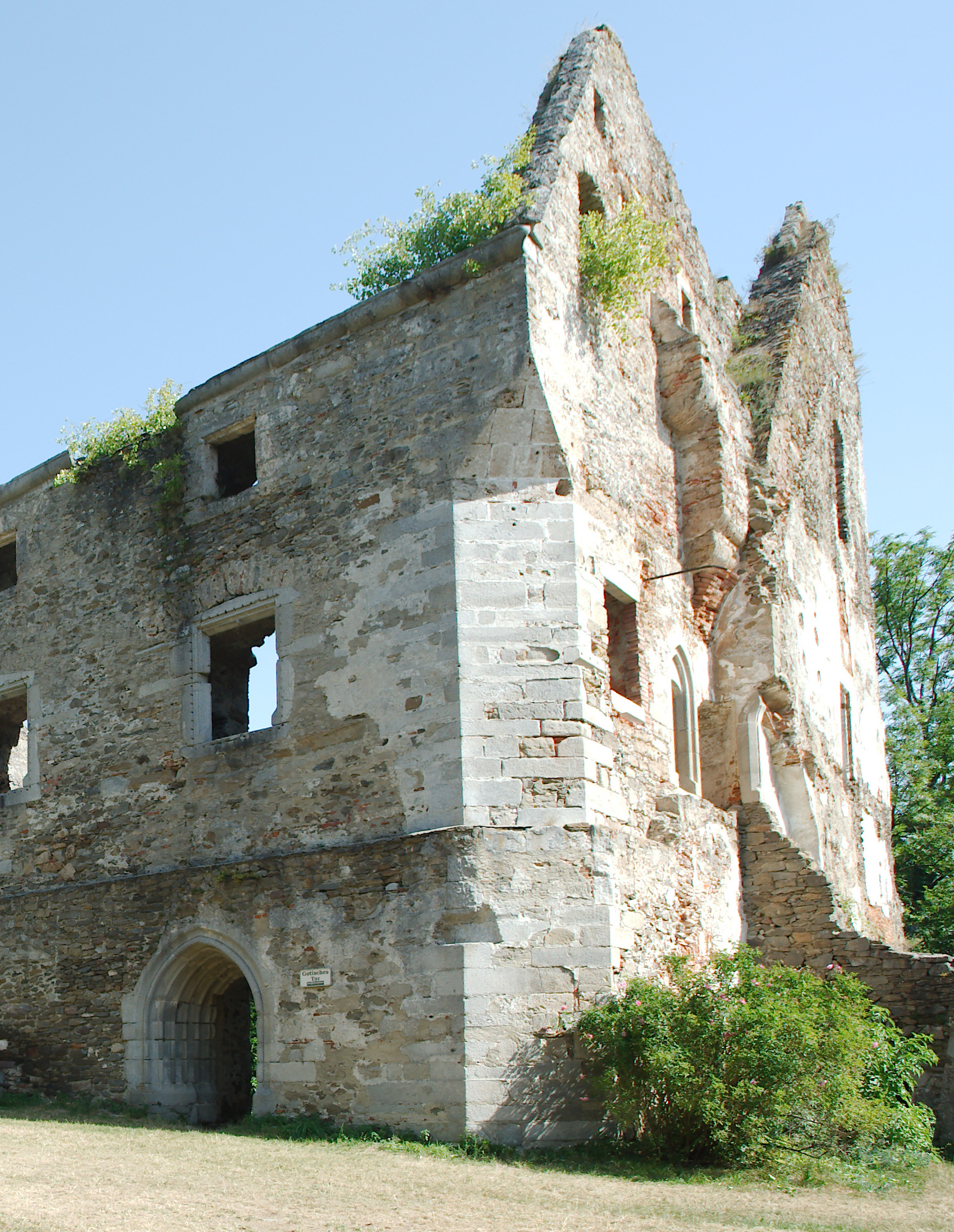
Palas mit gotischem Torbogen, gut sichtbar die mächtigen Eckmauern
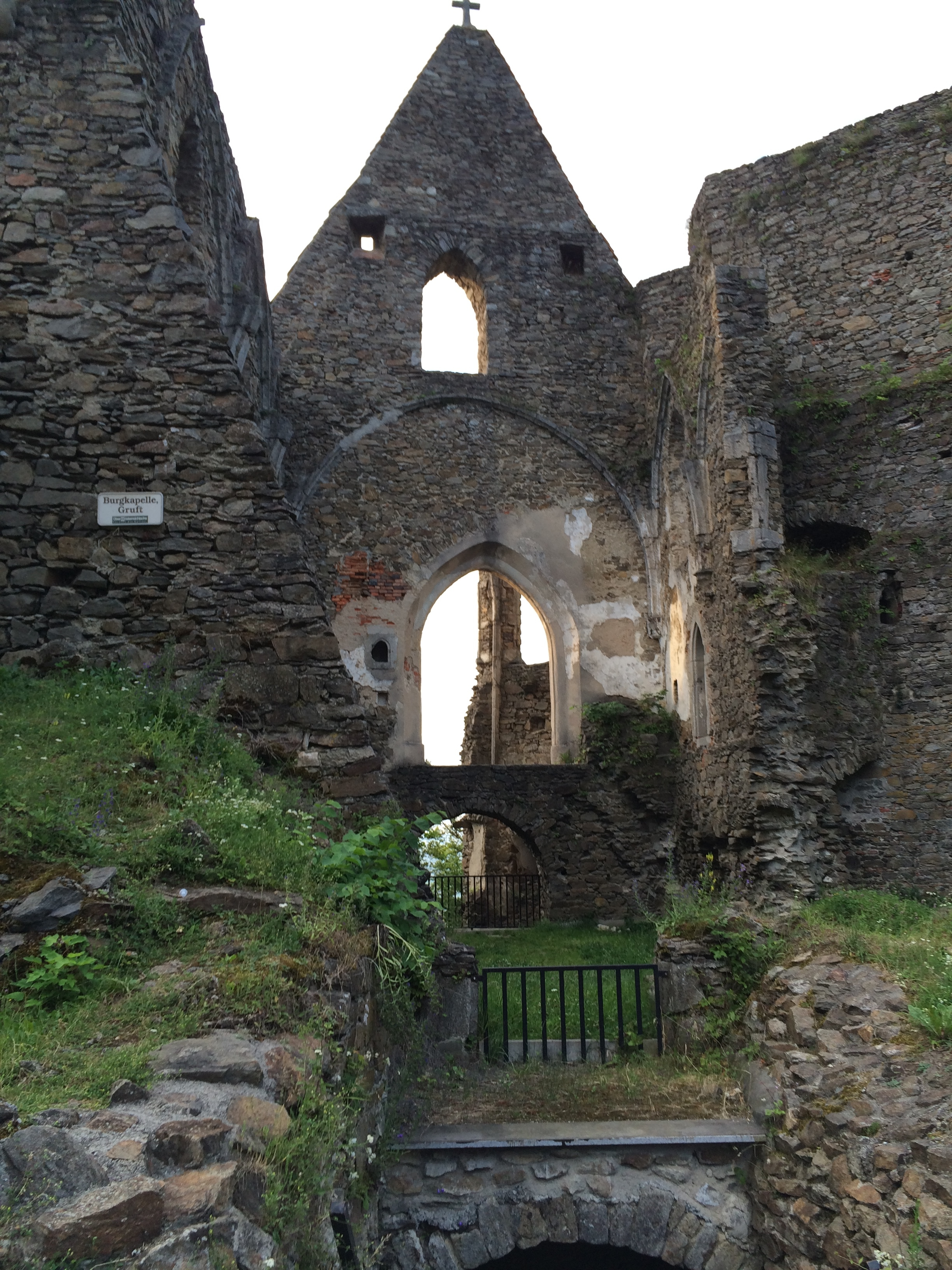
Die Kapelle auf der Burgruine Schaunberg
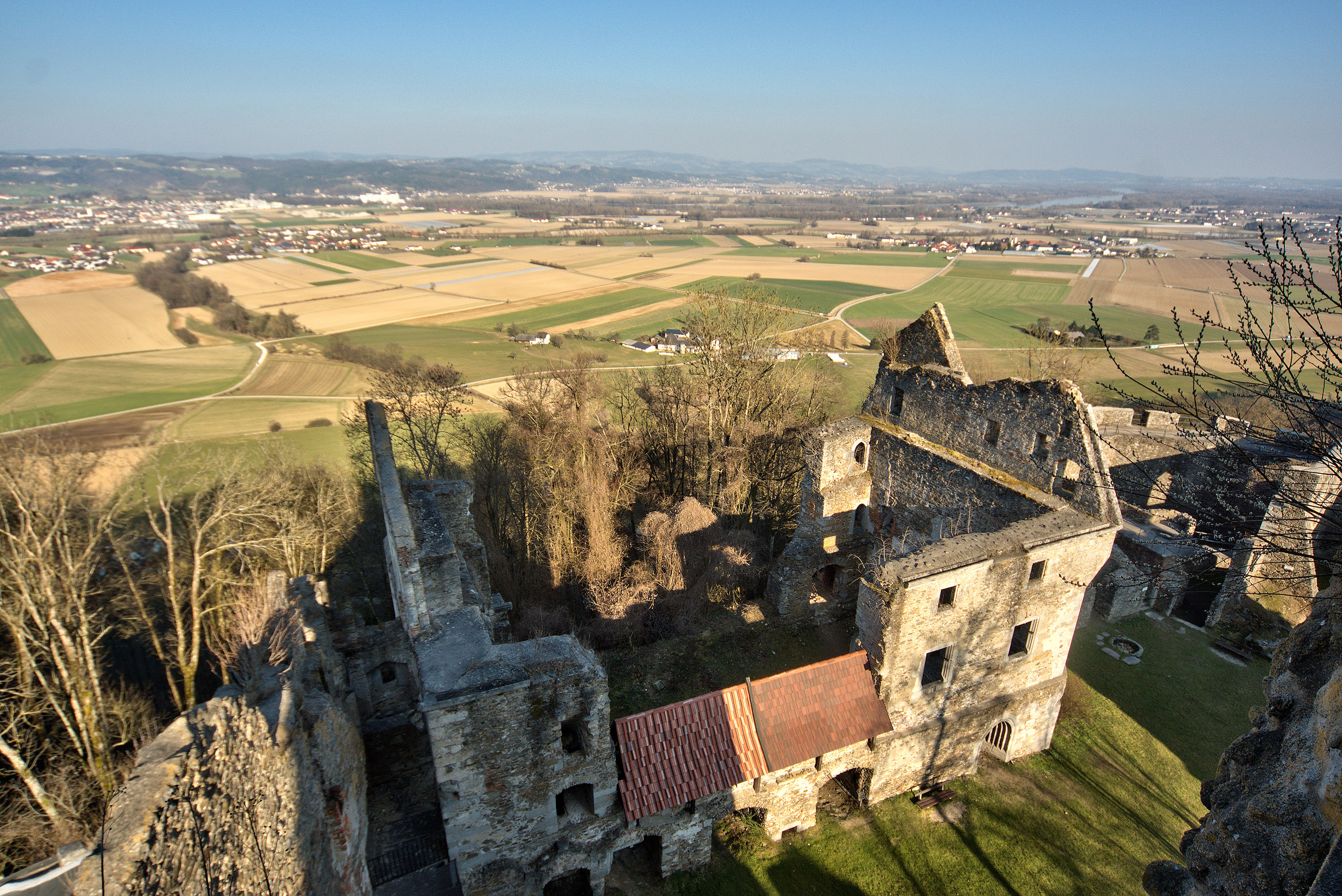
Blick vom Bergfried ins Eferdinger Becken
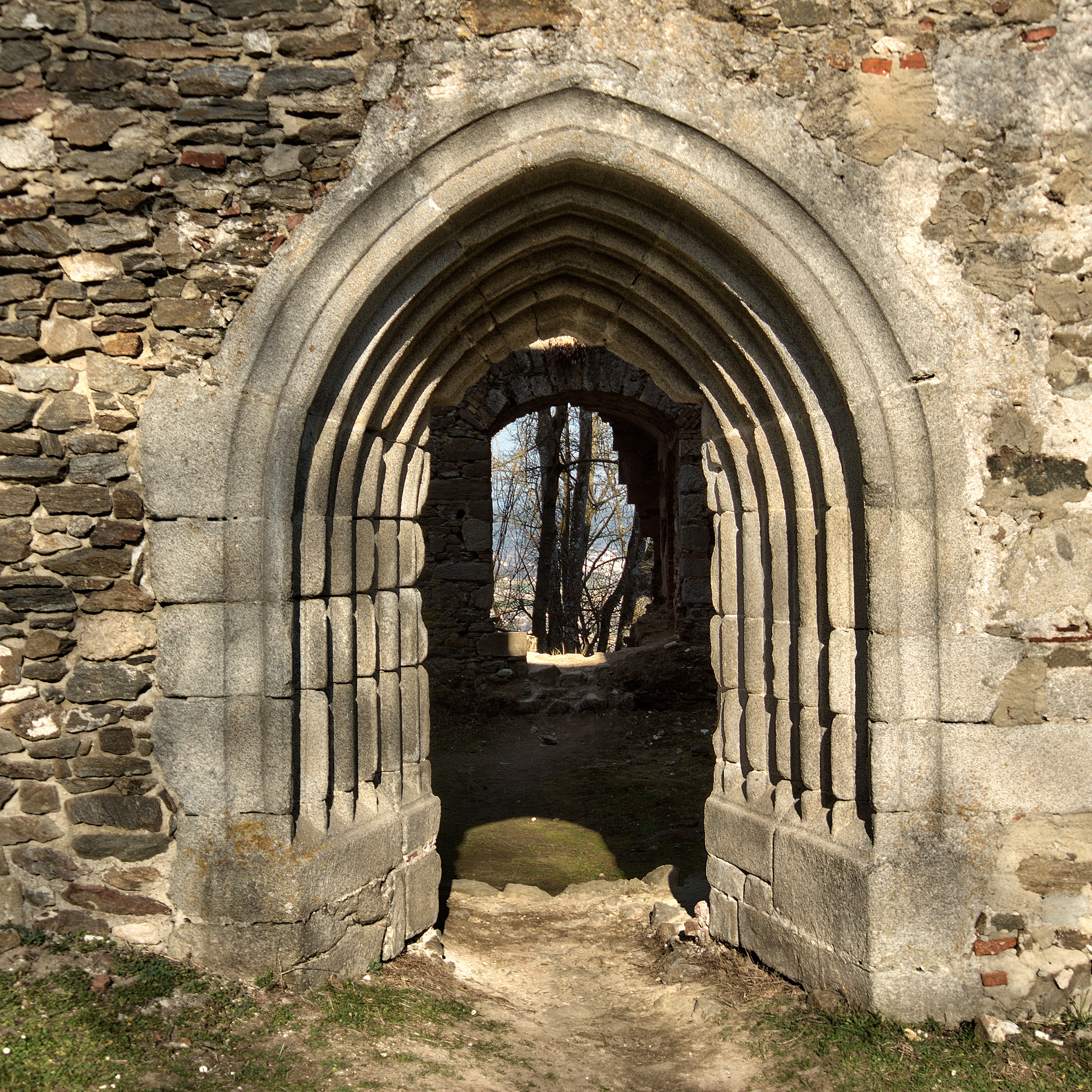
Das gotische Tor
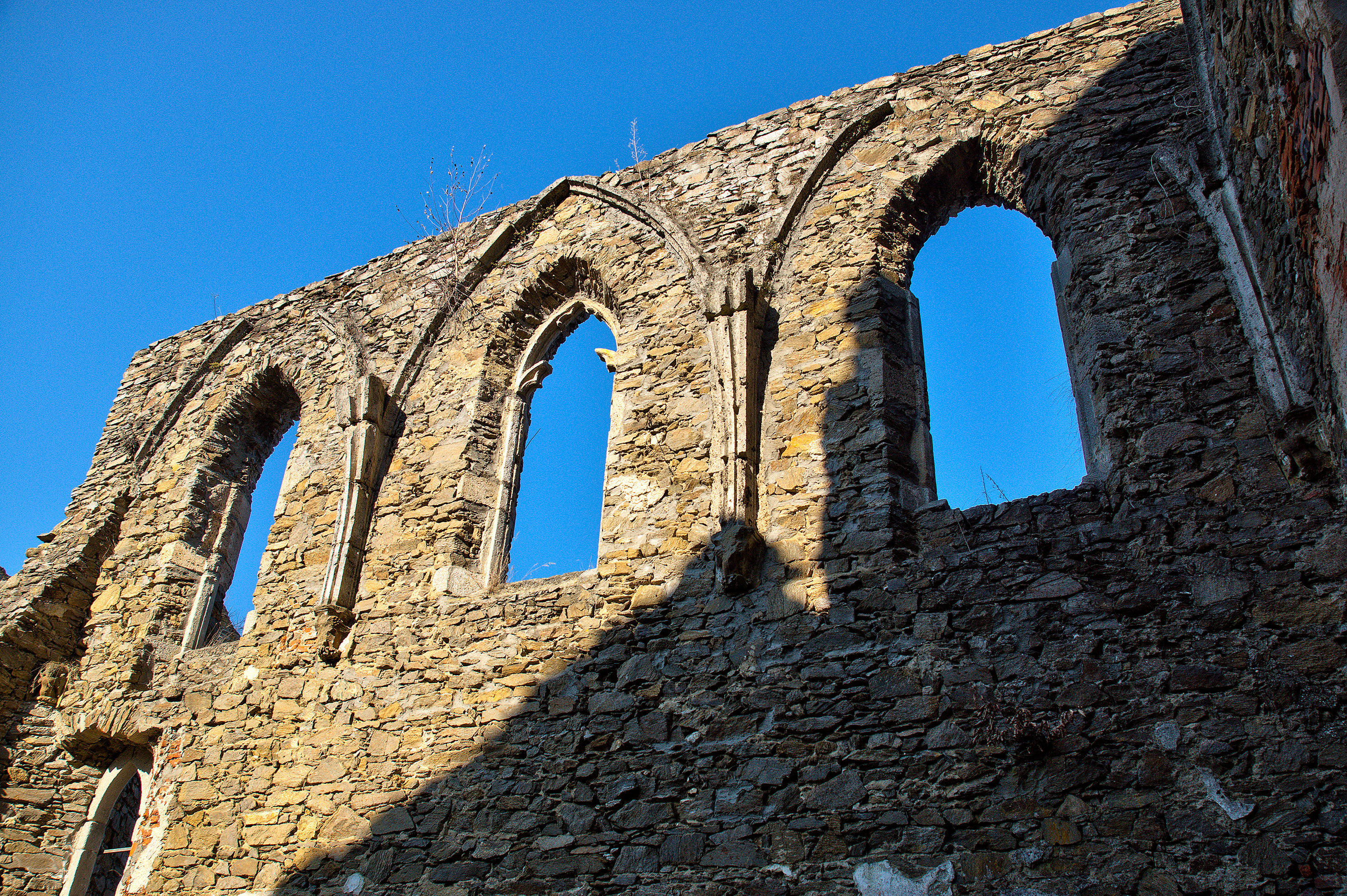
Die gotischen Reste der Kapelle
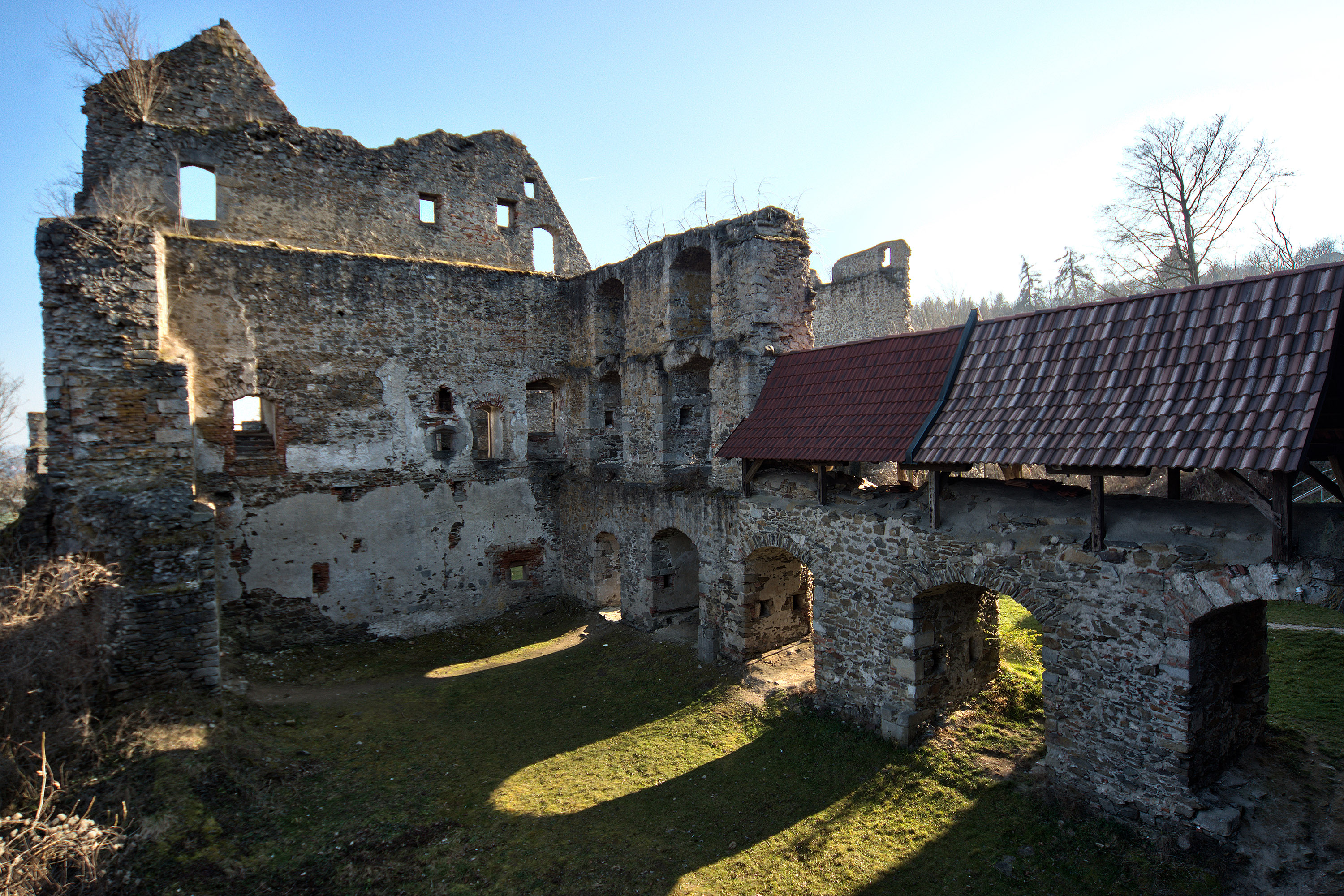
Die ehemaligen Wohnräume
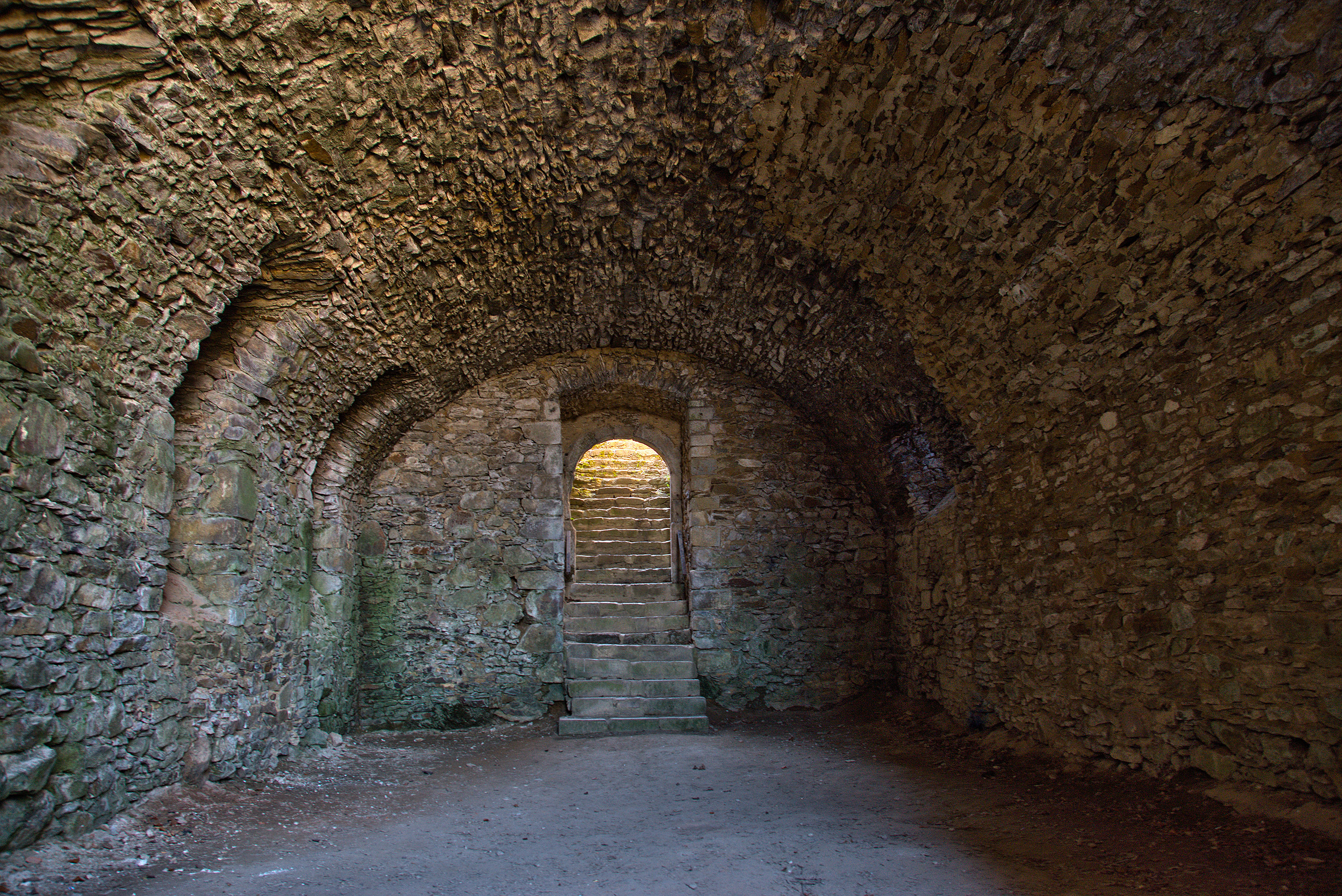
Einer der erhaltenen Kellerräume
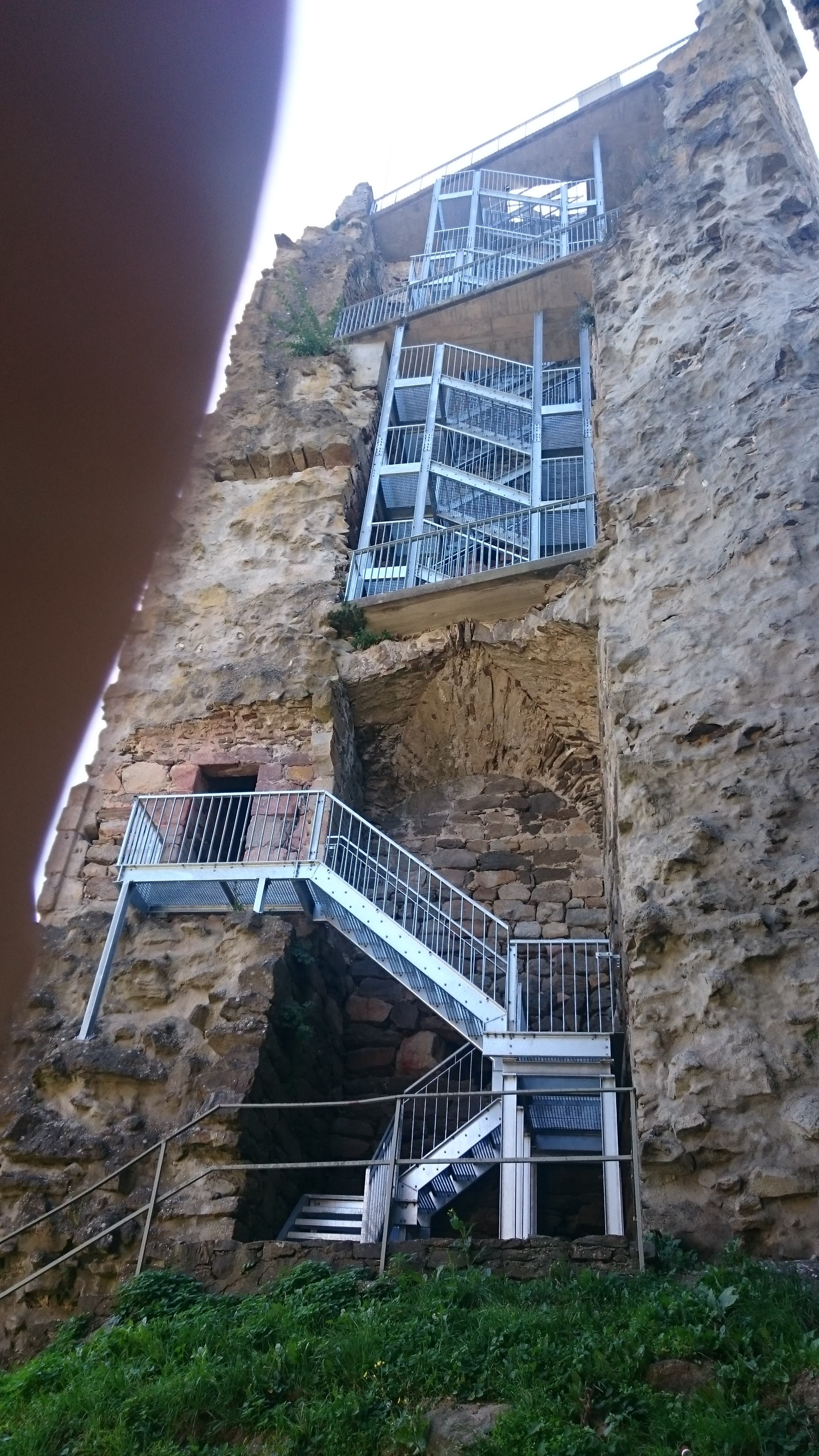
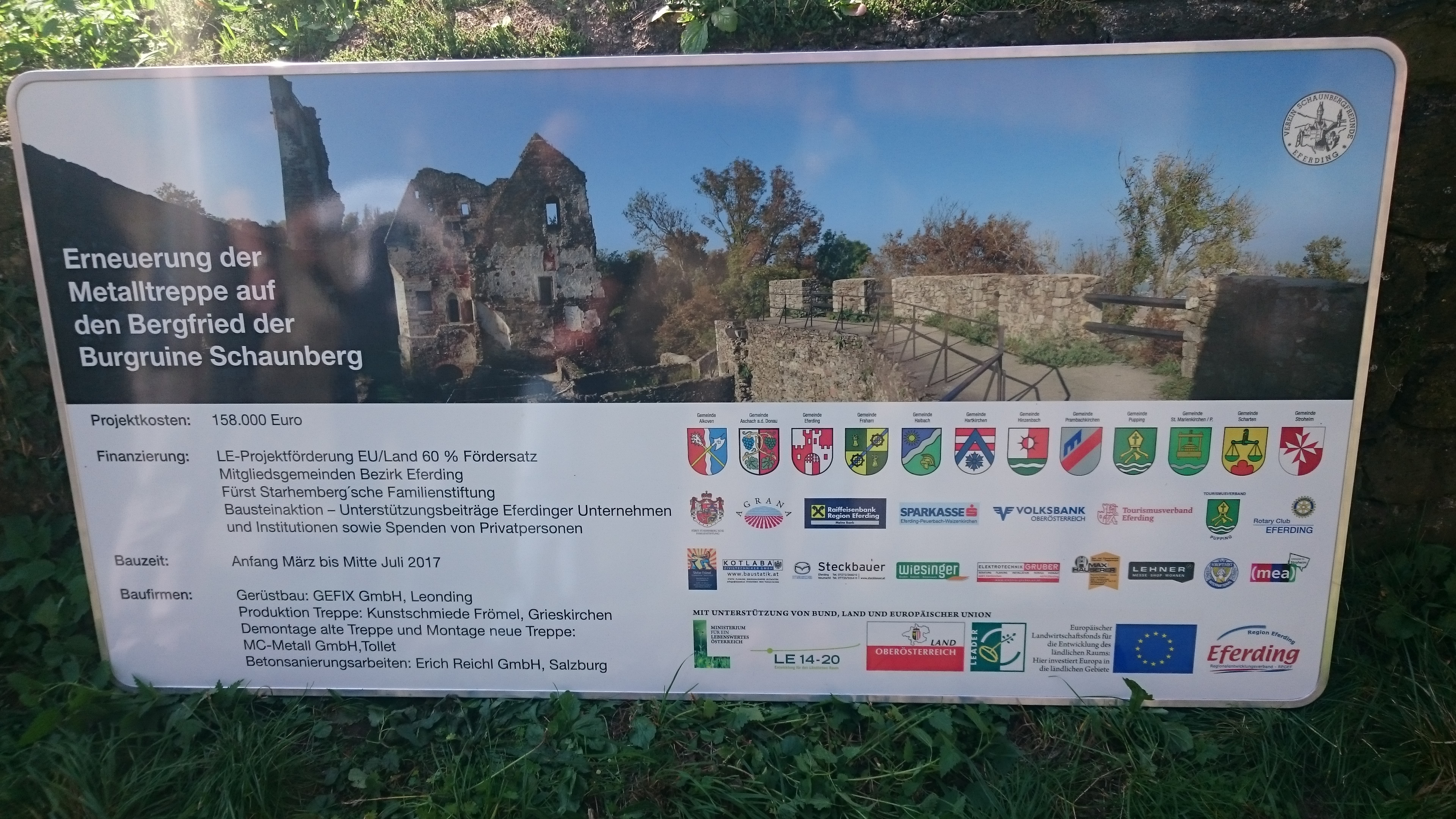